# 洛桑久美
洛桑久美（藏語：བློ་བཟང་འཇིགས་མེད，威利转写：blo bzang 'jigs med，1957年9月—），男，藏族，西藏噶尔人，中华人民共和国政治人物，曾任西藏自治区政协副主席，西藏自治区民族宗教事务委员会党组书记、主任。
2018年10月25日，中华全国总工会第十七届执行委员会召开第一次全体会议，选举全总十七届执委会主席、副主席和主席团委员，他当选为全总主席团委员。